# Hjemmet Mortensen
Egmont Hjemmet Mortensen A/S, tidigare Hjemmet Mortensen, är ett norskt förlag av tidskrifter. Det är den norska publikationsgrenen av den danska mediekoncernen Egmont Media Group. Bolaget hade tidigare utgivning i Sverige, via dotterbolaget Hjemmet Mortensen AB och dess underbolag. Sedan 2010 är den svenska utgivningen samordnad inom Egmont Tidskrifter.

## Verksamhet
Hjemmet Mortensen är den ledande norska tidskriftsutgivaren. Det har en historia som delägd av danska Egmont Media Group (tidigare Gutenberghus, utgivare av bland annat Hemmets Journal i Sverige och Hjemmet i Norge) och norska storkoncernen Orkla. Senare har Egmont även tagit över Orklas ägarandel av Hjemmet Mortensen.
År 2011 hade Egmont Hjemmet Mortensen – i Norge – en omsättning på cirka 1,3 miljarder kronor och cirka 560 medarbetare.

## Svensk verksamhet
Se huvudartikel Egmont Tidskrifter
Vid årsskiftet 2004/2005 fusionerades Bröderna Lindströms Förlags AB, Medströms Dataförlag AB (inklusive före detta Atlantic Förlags AB), Milvus Förlag, Sportfack och Guidenförlaget till den svenska delen av Hjemmet Mortensen. Sommaren 2008 förvärvades Orklas andel i norskägda Hjemmet Mortensen, och via diverse samordningar uppgick svenska Hjemmet Mortensen tidigt 2010 i Egmont-ägda Egmont Tidskrifter AB)
Hjemmet Mortensen Annonsmedia AB var ett dotterbolag till Hjemmet Mortensen AB (numera Egmont Tidskrifter). Det stod för utgivning av köp- och säljtidningar som Motorbörsen, Båtbörsen och Veteranbörsen, tidningar som idag (2013) ges ut av Egmont Tidskrifter.

### Svenska tidningar
- Allt om Husvagn & Camping
- Body
- Classic Motor
- Datormagazin
- Din Teknik
- IB Motorsport
- Power Magazine
- Praktiskt Båtägande
- Sportfack
- Super Play
- Svenska PC Gamer
- Utemagasinet
- V75 Guiden
- Wheels Magazine
- Åka Skidor

### Svenska webbtidningar
- FZ
- PChemma.se